# محمدباقر محقق سبزواری
محمدباقر سبزواری معروف به محقق سبزواری (۹۸۷ خ/۱۰۱۷ ق - ۱۰۵۸ خ/۱۰۹۰ ق)، مؤلّف «کفایة الاحکام» در علم فقه، از علماء و فقهای شیعه در قرن یازدهم هجری، شیخ‌الاسلام و امام جمعه اصفهان بوده‌است.
محقق سبزواری در سبزوار متولد شده و در اصفهان سکنی گزیده و در مکتب فقهی فلسفی اصفهان پرورش یافته بود. وی فقیهی اصولی، متکلم و حکیمی متاله بود. با ملا محسن فیض کاشانی رابطه الفت و انس داشت. در علوم عقلی از شاگردان میرفندرسکی و در علوم نقلی از شاگردان ملا حسنعلی شوشتری و برخی دیگر از اکابر وقت بود.

## زندگی‌نامه
محمدباقر در قریه نامن اطراف شهرستان سبزوار در سال ۹۸۷ ه‍.ش (۱۰۱۷ هـ. ق) به دنیا آمد و فرزند «محمّد مؤمن الشّریف السّبزواری» (فوت در حدود ۹۹۸ خ/۱۰۲۸ ق) است. وی در زمان سلطنت شاه عباس یکم بعد از فوت پدرش به همراه خانواده به اصفهان جهت ادامه تحصیل رفت. او پس از مدتی سرآمد علمای عصر خود شد به گونه‌ای که به درخواست شاه عباس دوم، سمت امامت جمعه مسجد جامع عباسی و منصب شیخ‌الاسلامی را پذیرفت و همچنین به مدیریت مدرسه ملا عبدالله منصوب گردید.
او در مکتب فقهی فلسفی اصفهان که هم مکتب فقهی بوده و هم فلسفی پرورش یافته‌است. وی فقیهی اصولی، متکلم و حکیمی متاله بود.
با خلیفه سلطان (وزیر اعظم شاه عباس بزرگ، شاه صفی یکم و شاه عباس دوم)، ملا محسن فیض کاشانی، آقا حسین خوانساری (شوهر خواهر وی) و سید عبدالحسین خاتون‌آبادی مؤلف کتاب «وقایع السنین و الاعوام» رابطه صمیمی و دوستی و الفت داشته‌است.

## استادان
محقق سبزواری در دوران تحصیل خود، از محضر استادان مشهوری سود برده است. برخی از استادان وی، سرآمد دوران خود بوده‌اند، از جمله:
- شیخ بهائی[۸]

از استادان وی در علوم نقلی می‌توان به اشخاص زیر اشاره کرد:
- علامه محمدتقی مجلسی، معروف به مجلسی اول[۹]
- ملا حسنعلی شوشتری، معروف به ابوالحسن تستری اصفهانی (متوفی ۱۰۷۵ هـ. ق)، صاحب «التبیان»[۱۰]
- ملا حیدر علی اصفهانی[۱۱]
- سید حسین بن حیدر عاملی[۱۲]

از استادان وی در علوم عقلی نیز می‌توان به اشخاص زیر اشاره کرد:
- ابوالقاسم بن ابوطالب میرحسینی فِندِرسکی، معروف به میرفندرسکی، حکیم نامدار قرن یازدهم هجری (۱۰۵۰–۹۷۰ه‍.ق)[۱۳]
- قاضی معزالدین حسین[۱۴]

محقق سبزواری از چندین شاگرد شیخ بهایی، که عالمانی بزرگ بوده‌اند اجازه روایت داشته‌است، از جمله:
- علامه محمدتقی مجلسی
- نورالدین علی بن حسین بن ابی الحسن عاملی (۱۰۶۸ه‍.ق)
- میرشرف الدین علی بن حجت شولستانی
- حسین بن حیدر بن قمرکرکی، معروف به حسین مفتی اصفهانی (متوفی ۱۰۴۱ هـ. ق)[۱۵]

از دیگر استادان ایشان می‌توان موارد ذیل را هم نام برد:
- شیخ احمد بحرانی
- شیخ حسین مقری عاملی
- مولی حیدر بن محمد خوانساری اصفهانی

## آثار

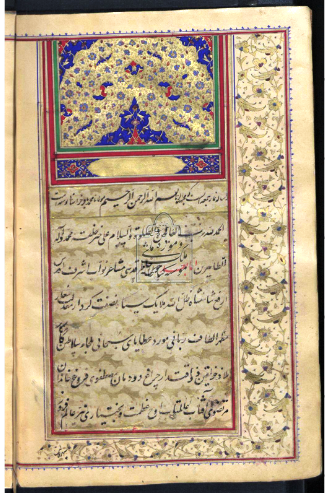
«رساله‌ای در نماز جمعه» به زبان فارسی، تألیف «محمدباقر محقق سبزواری»

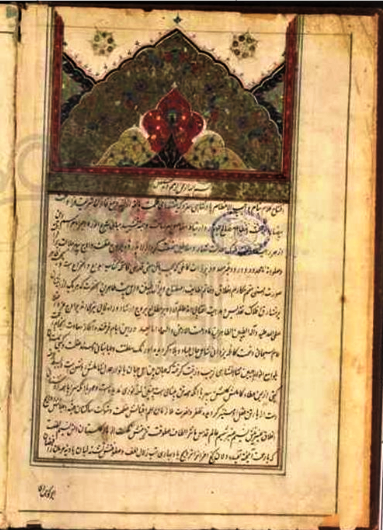
«روضة الانوار عباسی» که به درخواست شاه عبّاس دوم در سال ۱۰۴۲ ه‍.ش (۱۰۷۳ ه‍.ق) توسط محقق سبزواری نگاشته شده است.

- ذخیرة المعاد فی شرح الارشاد: کتابی است فقهی که از باب «طهارت» تا پایان بحث «حج» را شامل می‌شود. این کتاب شرح «ارشاد الاذهان الی احکام الایمان» تالیف علامه حلی است که از زمان نگارش مورد توجه فقهای بزرگ واقع شده و حواشی و شروح متعددی بر آن نوشته شده‌ و همین‌طور در کتاب‌های مفصل فقهی به آن استناد و استدلال شده‌است. تاریخ پایان جلد اوّل (کتاب الطهارة) ۱۰۱۹ ش (رمضان ۱۰۵۰ق) و تاریخ پایان جلد دوم (کتاب الصلاة) ۱۰۲۲ ش (جمادی الثانی ۱۰۵۳ق) ذکر شده است. در جلد سوّم پایان کتاب «زکاة» و کتاب «حج» ذکر نشده‌، امّا تاریخ پایان کتاب «الصوم»، ۱۰۲۴ ش (رجب ۱۰۵۵ق) ذکر شده‌است.[۱۷][۱۸][۱۹]
- کفایة الاحکام: کتابی است فقهی که همه ابواب فقه را شامل می‌شود. این کتاب با نام‌های «کفایة المقتصد» و «کفایة الفقه» نیز خوانده شده‌است. «محمّدعلی بن محمّدحسن نحوی اردکانی» این کتاب را با عنوان «هدایة الاعلام» ترجمه کرده‌است. این کتاب جایگاه ویژه‌ای در نزد فقهای امامیّه داشته و از زمان نگارش آن حواشی و شروح متعددی بر آن نوشته شده است.[۲۰][۲۱][۲۲]

شهرت کتابهای «ذخیرة المعاد» و «کفایة الاحکام» موجب آن شده که در کتاب‌های رجال و فقهی، محقق سبزواری را با لقب «صاحب الذخیرة و الکفایة» معرفی کنند.
- روضة الانوار عباسی: کتابی است در مورد اخلاق و شیوه کشورداری که به درخواست شاه عبّاس دوم در سال ۱۰۴۲ ش (۱۰۷۳ هـ. ق) در یک مقدمه و دو بخش نگاشته شده‌است. محقق سبزواری در مقدمه به علل احتیاج افراد به پادشاهان و عوامل دوام و زوال حکومت پادشاهان اشاره می‌کند. این کتاب به زبان فارسی و در موضوع اخلاق سیاسی می‌باشد.[۲۳][۲۴][۲۵]
- رساله فی تحریم الغناء: این رساله دربارهٔ غنا و موسیقی و رد بر نظریه فیض کاشانی است. در این کتاب همه آیات و روایات از اصحاب ائمه اطهار علیهم‌السلام، که در تحریم و منع غنا وارد شده، گردآوری شده است.[۲۶][۲۷][۲۸]
- رساله‌ای در نماز جمعه: این کتاب به فارسی است و «رساله فی صلاه الجمعه» نام نسخه عربی آن است.[۲۹][۳۰][۳۱][۳۲]
- حاشیة علی الشفاء: این کتاب، حاشیه بر بخش الهیات کتاب شفا تالیف ابن سینا است. نویسنده در این اثر فقط به شرح مشکلات و حل معضلات کتاب پرداخته و وارد مناقشات وارده بر مباحث نشده‌است.[۳۳][۳۴]
- جامع الزیارات عباسی: در ادعیه و زیارات فارسی در نه فصل به زبان فارسی به نام شاه عباس دوم نگاشته شده است.[۳۵]

تاریخ‌نگار معروف مصلح‌الدین مهدوی، چهل کتاب و رساله از مولفات محقّق سبزواری را در سال ۱۳۷۱ با ذکر مآخذ نقل نموده و اشاره کرده‌است که با مطالعه کتاب‌ها و فهرست کتابخانه‌ها ممکن است کتاب‌های دیگری نیز توسط ایشان تألیف شده باشد.
- خلافیة‎: کتابی است به زبان فارسی برای شاه عباس یکم در موضوع عبادات.[۳۷]
- رساله‌ای در تحلیل غناء در قرآن[۳۸]
- رساله‌ای در فقه‎: محقق سبزواری این کتاب را برای شاه عباس دوم نوشته که تمام مباحث فقه را در برمی‌گیرد.
- رساله عملیه‎: محمدباقر سبزواری این کتاب را برای مقلدان خود و به درخواست «میرزا مهدی بن میرزا رضا حسینی خراسانی» در سال ۱۰۴۹ شمسی نوشته است.[۳۹]
- حاشیة علی شرح الاشارات: این کتاب حاوی توضیحاتی در مورد «شرح الاشارات» تالیف خواجه نصیرالدین طوسی است که در ۷ خرداد ۱۰۴۴ نگارش آن به پایان رسیده است.[۴۰]
- مفاتیح النجاة عباسی: این کتاب حاوی ادعیه معروف روایت شده توسط چهارده معصوم است که شامل یک مقدمه در مورد ادب، تقوا و زمان‌های اجابت دعا و ۲۷ فصل دیگر است. محقق سبزواری این کتاب را به درخواست شاه عباس دوم تالیف کرده که نگارش آن در ۶ مهر ۱۰۲۵ به پایان رسیده است.[۴۱]
- شرح حدیث برّ الوالدّین: محمد باقر سبزواری این اثر را با دستخط خودش در طول سفر به مسجدالحرام برای مجموعه تذکار «شیخ شمس الدّین حسین بن محمّد شیرازی» نوشته است. تاریخ نگارش این اثر به شهریور ۱۰۳۱ برمی‌گردد.[۴۲]
- اختیارات ایام: این اثر تحقیقی در مورد روزهای سعد و نحس براساس اطلاعات قدیمی ماه‌های گاه‌شماری هجری قمری، گاه‌شماری رومی و گاه‌شماری هجری خورشیدی است که در یک مقدمه و سه فصل و یک نتیجه‌گیری نوشته شده که هر یک مباحث متعددی را در برمی‌گیرند.
- شرح زبدة الاصول: این اثر شرحی است بر کتاب «زبدة الاصول» تالیف شیخ بهایی.[۴۳]
- الردّ علی رسالة شبهة الاستلزام: این اثر حاوی پاسخ‌هایی است که محقق سبزواری به انتقادهای آقا حسین خوانساری در مورد رساله شبهه استلزام داده است.[۴۴][۴۵]
- شرح توحید صدوق[۴۶]
- روضة الابرار[۴۷]
- دیوان اشعار[۴۸]
- کتاب مزار[۴۹]
- مناسک حج[۵۰]
- رساله‌ای در نماز و روزه[۵۱]
- رسالة فی الغسل‎[۵۱]
- رسالة فی تحدید النّهار الشرعی[۵۲][۵۱]
- حاشیه علی مسالک الافهام: این اثر شرحی است بر کتاب «مسالک الافهام» تالیف شهید ثانی.[۵۳]
- رساله فی مقدمه الواجب[۵۴]
- رساله فی فضیله المتعه[۵۱][۵۵]
- کفایة الفقه: این کتاب شامل حدود سی هزار بیت شعر است.[۵۶]

## مناصب و مشاغل
در دوران سلاطین صفویه، وظایفی از قبیل «صدر»، «شیخ الاسلام»، «امامت جمعه و جماعت» و «تولیت مدارس مهم دینی» زیر نظر و با فرمان سلاطین، به اشخاص واجد شرایط واگذار می‌شد و برای آن‌ها حکم صادر می‌گردید.
- شیخ الاسلام[۵۷]: منصب شیخ الاسلامی مهم‌ترین منصب روحانی در زمان صفویه محسوب می‌شد و در حقیقت شیخ الاسلام، رئیس روحانی مملکت بود و کلیه امور مذهبی زیر نظر او اداره می‌شد. از تاریخ دقیق انتصاب وی به عنوان شیخ الاسلام اطلاعاتی موجود نمی‌باشد، اما محمد باقر سبزواری به عنوان شیخ الاسلام اصفهان، مراسم جلوس دوم و تغییر نام شاه سلیمان را اجرا کرد.[۵۸][۵۹]

«محمد باقر خراسانی (سبزواری) که شیخ الاسلام پایتخت بود، در اول فروردین سال ۱۰۴۷ ش (دهم شوال ۱۰۷۸) مراسم ثانوی تاجگذاری شاه سلیمان، تغییر نام از «صفی» به «سلیمان» و خطبه جلوس را در تالار چهل ستون انجام داد. پس از پایان آیین ویژه مراسم تاجگذاری تحت نظارت وی، محمد باقر خراسانی دعا خواند و در آخر خطبه، صدا را بلند کرده پادشاه را باسم جدید سلیمان نامید و باستماع این اسم همه انشاالله گفتند و پس از آنکه خطیب با فصاحتی که ممکنش بود خطبه را قرائت کرد، هر یک از حضار برخواسته پای پادشاه را بوسیده بمقام خود عودت نمودند.»— ژان شاردن، شرح تاج گذاری شاه سليمان صفوی و وقايع دو سال بعد
- امامت جمعه مسجد جامع عباسی: از تاریخ دقیق انتصاب محمدباقر سبزواری به امامت جمعه مسجد جامع عباسی اطلاع دقیق موجود نمی‌باشد، ظاهراً شروع امامت جماعت ایشان بعد از سال ۱۰۳۹ ه‍.ش (۱۰۷۱ ه‍.ق) یعنی پس از فوت علامه مجلسی اول بوده و تا سال وفاتشان ۱۰۵۸ ش (۱۰۹۰ ه‍.ق) ادامه داشته است.[۶۱]

- تولیت مدرسه ملا عبدالله در اصفهان: مدرسه ملا عبدالله یکی از مدارس مهم دینی اصفهان، به دستور شاه عباس اول جهت تدریس «مولانا عبدالله شوشتری» از علمای دورهٔ صفویه که نزد شاه عباس دارای منزلت و بزرگی بسیار بوده در اصفهان ساخته شده است.[۶۲] بعد از فوت «عزالدّین عبداللّه بن حسین شوشتری» (۱۰۲۱ هـ. ق)، تولیت مدرسه به فرزند او یعنی «ملاّ حسن‌علی» واگذار شده‌است. در این مورد آمده‌است: «شاه عباس مدرسه را به این شرط وقف کرده‌است که تدریس آن تعلق به اولاد ملاّ عبداللّه شوشتری داشته باشد».[۶۳] با این حال در زمان صدارت خلیفه سلطان، به مناسبتی تولیت از وی منتزع و به «ملا محمدباقر سبزواری» محول گردید و بعد از آن نیز تولیت آن در خاندان شیخ الاسلام سبزواری باقی بوده‌است.[۶۴][۶۵][۶۶]

- بازسازی مدرسه باقریه (یا سمیعیه) در مشهد: «محمّد باقر سبزواری» در سال ۱۰۵۱ ه‍.ش (۱۰۸۳ هـ) در مشهد مقدس بود و در این سال، تعمیرات ساختمان مدرسه سمیعیّه (منتسب به ملا محمد سمیع ـ بانی مدرسه) را انجام داد. بر اساس متن کتیبه، این مدرسه در سال ۱۰۸۳ ق، در زمان شاه سلیمان صفوی احداث شده‌است. برخی تاریخ نگاران بر این باورند که مدرسه پیش از این تاریخ پایه‌ریزی شده و سپس در سال ۱۰۸۳ ق به همّت «محمد باقر سبزواری» و با اختصاص مقداری املاک و کتب و دکاکین به عنوان وقف بر مدرسه، بنای آن مرّمت شده‌است[۶۷] و به همین دلیل نیز به علت حضور شخص وی برای تدریس در مدرسه، به «ملاّ محمّد باقر» و پس از آن به مدرسه «باقریّه» شهرت یافته‌است.[۶۸][۶۹]

## هم‌عصران وی

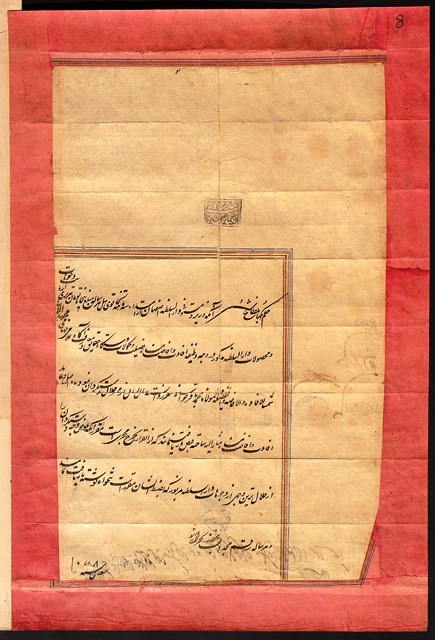
فرمان شاه عباس دوم برای مواجب محمدباقر خراسانی، تاریخ ۱۰۳۷ ه‍.ش (۱۸ شعبان ۱۰۶۸ ه‍.ق)

محقق سبزواری در دوران زندگی خود با چهار تن از پادشاهان سلسله صفوی معاصر بوده و بیشترین دوران زندگی سیاسی وی در دوره سلطنت شاه عباس دوم و شاه سلیمان (شاه صفی دوم) بوده‌است. پادشاهان معاصر او عبارتند از:
- شاه عباس اول (۹۶۷–۱۰۰۷ ه‍.ش) (۹۹۶–۱۰۳۸ ه‍.ق)
- شاه صفی اول (۱۰۰۷–۱۰۲۱ ه‍.ش) (۱۰۳۸–۱۰۵۲ ه‍.ق)
- شاه عباس دوم (۱۰۲۱–۱۰۴۵ ه‍.ش) (۱۰۵۲–۱۰۷۷ ه‍.ق)
- شاه سلیمان (شاه صفی دوم) (۱۰۴۵–۱۰۷۲ ه‍.ش) (۱۰۷۷–۱۱۰۵ ه‍.ق)

محقق سبزواری در زمان سلطنت شاه عباس دوم و وزیر اعظم او خلیفه سلطان در کمال عزت و احترام و مورد توجه و عنایت آن‌ها بوده‌است. شاه عباس دوم برای تضمین مواجب مولانا محمدباقر خراسانی (محقق سبزواری) مبلغ پنجاه تومان به عنوان مقرری سالیانه تعیین نمود که اصل سند این فرمان در کتابخانه بریتانیا موجود می‌باشد. متن کامل فرمان به این شرح است:
بنده شاه ولایت عباس

«حکم جهان مطاع شد آنکه وزیر و مستوفی دارالسلطنه اصفهان از ابتدا سه‌ماهه تخاقوی ئیل هر ساله مبلغ پنجاه تومان تبریزی از بابت وجوهات و محصولات دارالسلطنه مذکور در وجه وظیفه افادت و افاضت پناه فضیلت و کمالات دستگاه حقایق و معارف آگاه علامی فهامی، مجتهدالزمانی شمس الافاده و الافاضه و الفضیله مولانا محمدباقر خراسانی مقرر دانسته سال به سال از ممر حلال دستگردان نموده و اصل و عاید افادت و افاضت پناه مشارالیه ساخته قبض بازیافت نمایند که از القرار نخرح مجری است مقرارانکه سند عوض وجه دستگردان را از حلال‌ترین وجهی از وجوهات دارالسلطنه مزبور که به ضبط ایشان مقرر است تنخواه نوشته بازیافت نمایند و هر ساله رقم مجدد طلب نکنند، تحریرا فی ۱۸ شهر شعبان سنه ۱۰۶۸.»

## شاگردان وی

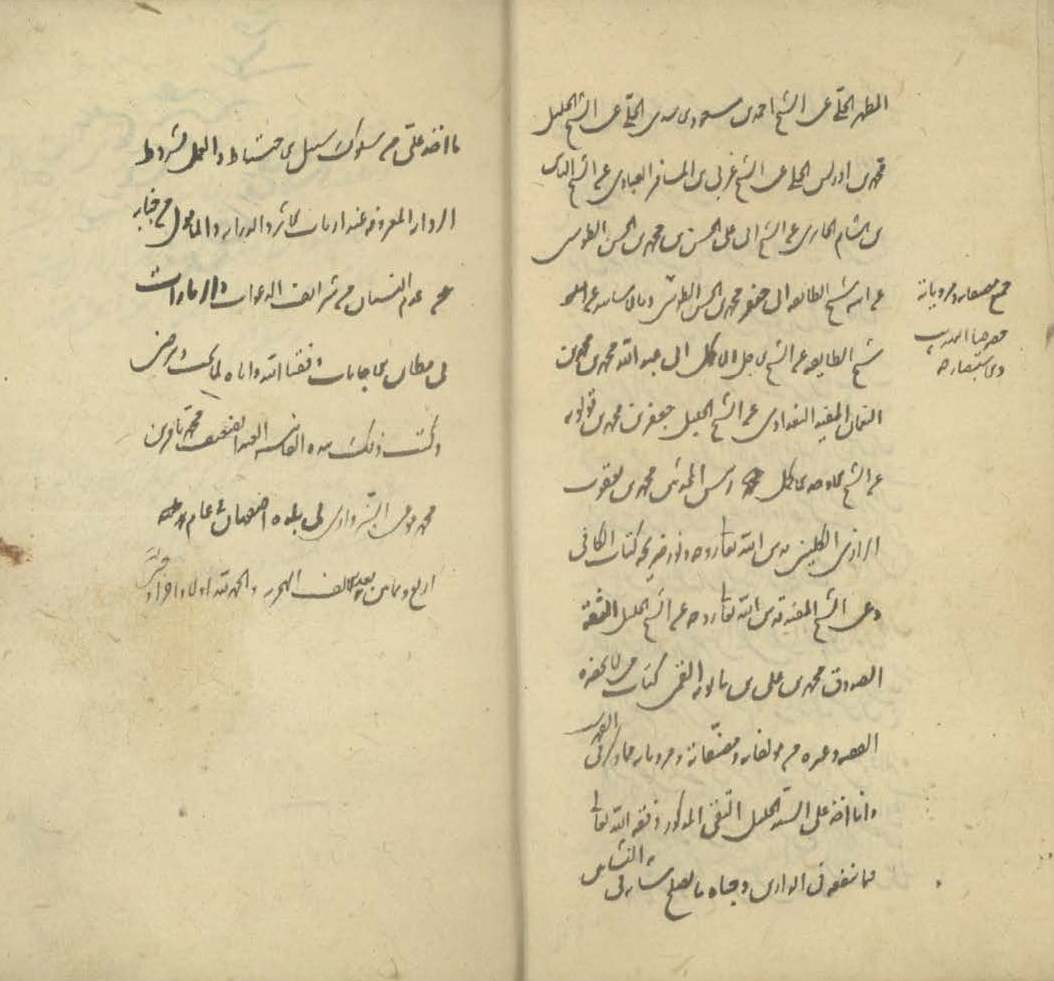
اجازه نقل حدیث از طرف «محمدباقر سبزواری» به «سید محمد بن محمدباقر اصفهانی» در سال ۱۰۵۱ ه‍.ش (۱۰۸۴ ه‍.ق).

محقق سبزواری در بیشتر علوم عصر خویش تبحر داشت. از این رو، شاگردان بسیاری در حوزه درسی وی شرکت کرده و از محضر علمی ایشان استفاده برده‌اند. از شاگردان ایشان بعضی به درجات علمی بالایی دست یافتند که در این‌جا به چند تن از آنان اشاره می‌کنیم:
- آقا حسین خوانساری؛ معروف به محقق خوانساری، شوهر خواهر جناب محقق سبزواری.[۷۴][۷۵][۷۶]
- آقا جمال خوانساری؛ از علمای شیعه در سده دوازدهم قمری و فرزند خواهر جناب محقق سبزواری، صاحب کتاب «عقایدالنساء و مرآت‌البلهاء».[۷۷]
- میرزا عبدالله اصفهانی افندی؛ صاحب کتاب «ریاض العلماء و حیاض الفضلاء».[۷۸][۷۹]
- سید نعمت‌الله موسوی جزایری (۱۰۱۹–۱۰۷۹ ش، ۱۰۵۰–۱۱۱۲ ه‍.ق)؛ یکی از علمای بزرگ شیعه در اواخر قرن یازدهم و اوایل قرن دوازدهم هجری که به «سید جزائری» معروف بوده‌ است.[۸۰]
- جعفر بن عبدالله حویزی (سال فوت ۱۰۸۲ ش یا ۱۱۱۵ ه‍.ق)؛ مشهور به «شیخ جعفر قاضی» از فقهای امامیه که شیخ الاسلام[۸۱] و قاضی اصفهان بوده است.[۸۲]
- میر عبدالحسین خاتون آبادی (۱۰۰۹–۱۰۷۳ ش، ۱۰۳۹–۱۱۰۵ ه‍.ق)؛ از مورخان نامی عصر صفویه، مهم‌ترین کتاب وی «وقایع السنین و الاعوام» است که در نثر فارسی بسیار مهم شمرده می‌شود. وی علاوه بر ثبت دقیق وقایع، به اختصار به معرفی کتبی که به دستش رسیده‌است هم پرداخته‌است. وی اکثر اوقات خود را در کنار محقّق سبزواری سپری می‌نمود و در سال ۱۰۴۹ ش (۱۰۸۱ ه‍.ق) از استادش اجازه نقل حدیث دریافت کرده‌است.[۸۳][۸۴][۸۵]
- ملاّ محمّد بن عبدالفتاح تنکابنی (۱۰۱۰–۱۰۹۱ ش، ۱۰۴۰–۱۱۲۴ ق)؛ مشهور به «سراب»، وی بیش از ۳۰ کتاب و رساله تألیف کرده که از جمله آن‌ها «حجیّت اجماع و خبر واحد»، «رساله‌ای در اصول دین و عقاید»، «سفینة النّجاة»، «رساله‌ای در نماز جمعه»، «ضیاء القلب و غنیة المتعبد» می‌باشند. محقق سبزواری در سال ۱۰۴۹ ش (۱۰۸۱ ق) به وی اجازه نقل روایت داده است.[۷۶][۸۶]
- محمد شفیع بن فرج گیلانی؛ شیخ الاسلام رشت و شیراز بوده‌است و کتاب «البداء» از آثار او است. محقق سبزواری در سال ۱۰۵۳ ش (۱۰۸۵ ق) به وی اجازه نقل حدیث داده‌است.[۸۷][۸۸]
- سید محمد مقیم بن محمدباقر اصفهانی؛ مولف چندین کتاب شامل «توضیح العقود» و «شرح عوامل جرجانی» بوده‌است. محقق سبزواری در سال ۱۰۵۱ ه‍.ش (۱۰۸۴ ه‍.ق) به وی اجازه نقل حدیث داده‌است.[۸۹][۹۰]
- محمد صالح بیابانکی؛ محقق سبزواری در سال ۱۰۴۲ ش (۱۰۷۴ ق) به وی اجازه نقل حدیث داده‌است.[۹۱]
- عبدالله اردبیلی؛ ایشان نیز از محقق سبزواری اجازه نقل حدیث دریافت کرده است.[۸۳][۹۱]

مصلح‌الدین مهدوی، از شاگردان محقّق سبزواری ۳۶ نفر را نامبرده و برای هر کدام از آن‌ها توضیحاتی ذکر کرده‌است.

## پژوهش‌های معاصر
مقاله‌ها، کتاب‌ها و تحقیقاتی که در ارتباط با محقق سبزواری، نظراتش و تألیفات او به چاپ و انجام رسیده‌است، از جمله:
کتاب
- نصراللهی، غلامرضا / نشاط، غلامرضا، ارمغان نشاط: نگاهی به اصفهان و سبزوار در عهد صفویه و زندگی محقق سیزواری، نقش نگین، ۱۳۹۰
- روضه الانوار به انضمام ترجمه عهدنامه امام علی (ع) به مالک اشتر (مقدمه)، توانایی، احمد، نشر دینا، ۱۳۹۳
- روضة الانوار عباسی (تصحیح و تحقیق)، چنگیزی اردهایی، اسماعیل، مرکز پژوهشی میراث مکتوب، ۱۳۸۳
- کفایه الفقه: المشتهر به «کفایه الاحکام» (تحقیق)، واعظی اراکی، مرتضی، دفتر انتشارات اسلامی وابسته به جامعه مدرسین حوزه علمیه قم، ۱۳۸۱
- روضة الانوار عباسی (تصحیح و تحقیق)، لک‌زایی، نجف، بوستان کتاب، پژوهشگاه علوم و فرهنگ اسلامی قم، ۱۳۸۱
- اندیشه سیاسی محقق سبزواری، دکتر نجف لک‌زایی، بوستان کتاب، پژوهشگاه علوم و فرهنگ اسلامی قم، ۱۳۸۰ (کتاب سال حوزه علمیه)
- مهدوی، سید مصلح الدین، خاندان شیخ الاسلام اصفهان، گل بهار اصفهان، ۱۳۷۱
- ذخیرة المعاد فی شرح الإرشاد (تجدید چاپ)، موسسة آل البیت علیهم‌السلام لإحیاء التراث، قم

همایش
- اندیشه و اخلاق در اسلام براساس روضه الانوار عباسی، سی و یکمین نشست مرکز پژوهشی میراث مکتوب، با حضور منصور صفت‌گل، بهرام اخوان کاظمی، رسول جعفریان، اسماعیل چنگیزی اردهایی و اکبر ایرانی قمی، ۱۳۸۴
- اندیشه و اخلاق در اسلام براساس روضه الانوار عباسی، سخنران: اکبر ایرانی قمی[۹۳]
- اندیشه و اخلاق در اسلام براساس روضه الانوار عباسی، سخنران: اسماعیل چنگیزی اردهایی[۹۴]
- اندیشه و اخلاق در اسلام براساس روضه الانوار عباسی، سخنران: منصور صفت گل[۹۵]
- اندیشه و اخلاق در اسلام براساس روضه الانوار عباسی، سخنران: رسول جعفریان[۹۶]
- اندیشه و اخلاق در اسلام براساس روضه الانوار عباسی، سخنران: بهرام اخوان کاظمی[۹۷]

پژوهش و پایان‌نامه دانشگاهی
- رابطه ملا محمد باقر سبزواری با حکومت صفوی در اندیشه و عمل، دانشگاه تربیت مدرس، کارشناسی ارشد، مسلم سلیمانی یان، ۱۳۸۸
- تصحیح و تعلیق رساله خلافیه محقق سبزواری، فاطمه نجاتی یزدی نژاد، دانشگاه آزاد اسلامی واحد مشهد، کارشناسی ارشد، ۱۳۷۹

مقاله
- صالحیان، طاهره / محمدی فشارکی، محسن / فیاض انوش، ابوالحسن / هاشمی، سید مرتضی، جایگاه والی و حکومت در روضه الانوار عباسی و تأثیر آن از اندیشه فارابی (به انگلیسی)، مجله بین المللی تحقیقات کاربردی و علوم پایه، ۱۳۹۲[۹۸][۹۹]
- ملکوتی فر، محمد، موقعیت محقق سبزواری در دولت صفوی، کیهان اندیشه، شماره ۷۲، ۱۳۷۶
- محمدی فشارکی، محسن / صالحیان، طاهره، محقق سبزواری و جایگاه حاکم در اخلاق سیاسی، مجموعه مقالات برگزیده نخستین همایش بین‌المللی مکتب فلسفی اصفهان
- ملکوتی فر، ولی‌الله، غنا از دیدگاه محقق سبزواری، فصلنامه مشکوة، شماره ۵۲، ۱۳۷۵

## در نگاه دیگران
عده‌ای از فقیهان و بزرگان معاصر ایشان در کتاب‌های خود از محقق سبزواری نام برده‌اند و وی را به علم و حکمت و جامعیت در علوم ستایش کرده‌اند، از جمله:
- شیخ حر عاملی دربارهٔ ایشان می‌نویسد: «مولانا محمدباقر بن محمد مؤمن خراسانی سبزواری، دانشمند فاضل، محقق، متکلم، حکیم، فقیه و محدث جلیل القدر.»[۱۰۰][۱۰۱]
- محمدطاهر نصرآبادی اصفهانی در کتاب «تذکره الشعرا» (ص۱۵۱) می‌نویسد: «مولانا محمد باقر از دارالمومنین سبزوار است. عارف معارف یقین و کاشف سرائر علوم دین مبین مقتدای فحول علما و پیشوای زمره فضلا است.»[۱۰۰]
- سید علی خامنه‌ای، رهبر فعلی جمهوری اسلامی ایران، در چندین سخنرانی خود به مقام علمی والای جناب محقق سبزواری اشاره کرده است.[۱۰۲][۱۰۳]

## منتقدین
«شیخ علی سبط شهید دوم» از علما و دانشمندان معاصر محقق سبزواری و صاحب تألیفات نافعه می‌باشند. ایشان رساله‌ای علیه محقق سبزواری می‌نویسند که موارد ایراد و انتقاد او بدین قرار است:
- موضوع «تحریم غنا و قائل به تفصیل شدن»: غنای غیر حرام و جائز – غنای حرام. غنای حرام را منحصر دانستن به مجالس لهو و لعب و شرابخواری.
- اختلاف نظر و فتوا دربارهٔ «حد وجوب نماز جمعه» در یک فرسخ و کمتر و اصل وجوب عینی آن. در وجوب و حرمت نماز جمعه در زمان غیبت امام علیه‌الاسلام بین فقها اختلاف است و در آن سه نظریه وجود دارد: ۱- وجود عینی، ۲- وجود تخییری، ۳- حرمت.
- «غروب آفتاب را استتار قرص خورشید دانستن»
- «عدم مفطر بودن غبار غلیظ»
- «عدم نجاست اهل کتاب»
- «تأمل در اصل طهارت اشیاء»

## فرزندان
- ملا محمدجعفر سبزواری[۱۰۵][۱۰۶]؛ معروف به «میرزا جعفر سبزواری اصفهانی»، فرزند ارشد علامه «محقق سبزواری»، فردی فرهیخته و تحصیل کرده در علوم اسلامی. مؤلف چندین کتاب و رساله شامل «نوروزنامه»[۱۰۷] است که به درخواست شاه سلطان حسین در سال ۱۱۹۵ ش (۱۲۳۲ ه‍.ق) تألیف شده‌است. «ملا محمد جعفر سبزواری» پس از فوت «ملا محمد صالح» به امامت مسجد جامع جدید عباسی منصوب گردید.[۱۰۸] فرزندان او «میرزا عبدالرحیم (محمد رحیم)» شیخ الاسلام اصفهان[۱۰۹] و «محمد ذکی» و «رقیه شریف» می‌باشند. «ملّا محمّد زکی»،[۱۱۰] در اصفهان به تحصیل علوم دینی مشغول بوده و عالمی با فضل و اهل تحقیق بوده است. مع الاسف در سال‌های جوانی در سال ۱۰۶۸ ش (۱۱۱۰ ه‍.ق) وفات یافته و سنگ مزارش در اتاق شمال شرقی تکیه آقا حسین خوانساری بر روی دیوار نصب شده‌است. «ملا محمد جعفر سبزواری» هنگامی که اصفهان در محاصره افاغنه بود و گرانی و قحطی دامن‌گیر مردم این شهر شده بود به بیماری مبتلا شد و در ۲۸ مهر ۱۱۰۱ ش (نهم محرم الحرام ۱۱۳۵ ه‍.ق) وفات یافت و چون امکان حمل جنازه به تخت فولاد یا مشهد مقدس (مزار پدر بزرگوارش) وجود نداشت، پیکر او را به مسجد حکیم که در امتداد کوچه منزل مسکونی ایشان بود منتقل کرده و در فضای جنوبی مسجد معروف به «برف انداز» به خاک سپردند.[۱۱۱]
- حاج ملا محمد هادی سبزواری[۱۱۲]؛ از علما و فضلای اصفهان بوده که ظاهراً در خدمت پدر و محقق خونساری و آقا جمال خوانساری و احتمالاً علامه مجلسی تحصیل کرده تا بمقامات عالیه رسیده‌است. «سید عبدالحسین حسینی خاتون‌آبادی» در کتاب «وقایع السنین و الاعوام» وی را جزو علمائی که در سال ۱۰۸۹ ش (۱۱۲۲ ه‍.ق) در منزل «میرزا محمّد باقر صدر خاصّه» برای تعیین روز ولادت حضرت علی (علیه‌السّلام) گرد آمده بودند[۱۱۳] نام می‌برد. همچنین نام وی جزء علمایی است که در سال ۱۱۲۲ قمری در افتتاح مدرسه چهارباغ[۱۱۴] حضور داشته‌اند. «سید عبدالله جزایری» از او به عنوان علما مشهور معاصر خود نام برده‌است.[۱۱۵] همسرش از دختران خانواده صفویه بوده که از ایشان چند فقره املّک موقوفه بر اولاد باقی است که میانه آن‌ها هنوز (۱۳۰۴ ش، ۱۳۴۳ ه‍.ق) تقسیم می‌شود.[۱۱۶] فرزندان او «شیخ میرزا عابد» و «شیخ میرزا محسن» می‌باشند.[۱۱۷] ایشان در زمان حیات پدرشان فوت کردند (قبل از ۱۰۵۸ ش، ۱۰۹۰ ه‍.ق)[۱۱۸] و از محل دفنش اطلاعی در دست نیست.
- ملا محمد مهدی سبزواری[۱۱۷][۱۱۹]؛ از زندگی و آثار او اطلاعی در دست نیست. او پدر آقا محمد السطانی که کتاب «ترجمة السلطانی» را به رشته تحریر درآورده می‌باشد.[۱۲۰] از تاریخ فوت و محل دفن او نیز اطلاعی در دست نیست.
- شیخ محمد ابراهیم سبزواری[۱۲۱]؛ ظاهراً ایشان از برادران خود کوچکتر بوده و از نظر مقامات علمی چندان شهرت و عنوان نداشته‌است. فرزندان ایشان «میرزا محمد باقر» و «اشرف»[۱۲۲] می‌باشند که به دلایلی در زمان صفویه (اواخر سلطنت شاه سلیمان یا اوایل سلطنت شاه سلطان حسین در حدود سال‌های ۱۰۷۰ ش، ۱۱۰۳ ه‍.ق) به روستای قهی تبعید/ مهاجرت کرده‌اند و در «قلعه آتشگاه» که در منتهی‌الیه غربی روستا قرار دارد، سکنی گزیده‌اند. قلعه‌ای که «میرزا محمد باقر» و «اشرف» بنا کردند قدمتی بیش از ۳۰۰ سال دارد و جزء بناهای شاخص روستا با مساحتی در حدود ۶۵۰۰ متر مربع می‌باشد و داری ۷ خانه بوده است. این ۷ خانه توسط دیوارهای بلند و ۷ برج خشتی به ارتفاع ۷ متر احاطه شده‌است. هفت نسل از نوادگان این دو برادر در این قلعه زندگی کرده‌اند، از این رو به «خانوادهٔ قلعه‌ای‌ها» معروفند. بعدها آن‌ها نام خانوادگی‌شان را به «اشرفی»، «باقری» و «باقری محققی» تغییر داده‌اند. از نوادگان «شیخ محمد ابراهیم سبزواری» می‌توان به «حاج میرزا باقر قهی»[۱۲۳] معروف به «محمد باقر شریف طباطبایی» اشاره کرد که از علما و مشایخ مکتب شیخیه بوده است. از تاریخ فوت و محل دفن او اطلاعی در دست نیست.
- دختر محقق سبزواری؛ که زوجه «آقا سید محمد موسوی جبعی عاملی» بوده و در زمان حیات پدر در وبای اصفهان به همراه ۲ فرزند خردسالش در سال ۱۰۵۷ ش (۱۰۸۹ ه‍.ق) وفات یافته‌است.[۱۲۴]

## منصب شیخ‌الاسلامی
بعد از فوت محقق سبزواری، در مدت بیش از ۵۰ سال، عده‌ای از علمای روحانی به سمت شیخ‌الاسلام اصفهان منصوب گردیدند. در اوایل حکومت نادر شاه و قدرت یافتن او، دو منصب روحانی یعنی «امامت جماعت» و «شیخ‌الاسلامی» در اعقاب علامه مجلسی قرار داشت. عده‌ای از مشاورین به نادر شاه اظهار داشتند که نباید این دو منصب که در بین توده مردم قدرت و نفوذ و اهمیت دارد در یک جا متمرکز باشد که هر وقت بخواهند بتوانند با دولت مخالفت کنند. از آن جهت که نادر شاه به فکر بدست آوردن قدرت مطلقه بود و قبلاً با قدرت یافتن علما شیعه مخالف بود و عده‌ای از آنان را به بهانه‌هایی کشته بود، تصمیم به جداسازی و منصوب کردن دو نفر برای مناصب «امامت جماعت» و «شیخ‌الاسلامی» گرفت. نادر با آگاهی از سوابق «میرزا محمد رحیم سبزواری» که از علمای موافق و هواخواه او بود، با او مشورت کرد و ایشان در جواب او پاسخ دادند که: «امامت جمعه در خاندان علامه مجلسی بوده و محقق سبزواری جد ما قبلاً نیز شیخ الاسلام بوده‌است». نادر شاه این سخن را پذیرفت و «میرزا محمد رحیم» را به سمت قاضی اصفهان و سپس شیخ الاسلام این شهر منصوب کرد و پس از آن، منصب شیخ الاسلام در اصفهان در اولاد و نوادگان علامه محقق سبزواری باقی ماند که شامل:
- میرزا محمد رحیم (عبدالرحیم) (فوت ۱۱۴۷ ش، ۱۱۸۱ه‍.ق)؛ فرزند «ملا محمد جعفر بن علامه محقق سبزواری» می‌باشد. او از علما و روحانیان بزرگی بود که در نزد امرا و بزرگان دولت و شخص نادر شاه بسیار معزز و محترم بوده‌است. نادر شاه در سال ۱۱۲۰ ش (۱۱۵۴ ه‍.ق) او را به سمت قاضی و سپس شیخ الاسلام اصفهان منصوب کرد. «میرزا محمد رحیم سبزواری» این مقام را تا زمان فوت در زمان کریم‌خان زند به عهده داشت.
- میرزا مرتضی شیخ‌الاسلام (فوت ۱۱۹۰ ش، ۱۲۲۶ ه‍.ق)؛ فرزند «میرزا عبدالمطلب بن میرزا محمد رحیم اول سبزواری اصفهانی» است. او عالمی فاضل و از علما معروف اصفهان بوده‌است. پدر «میرزا مرتضی» (میرزا عبدلمطلب سبزواری) در سال ۱۱۲۶ ش (۱۱۶۰ ه‍.ق) در زمان حیات پدربزرگش فوت کرد. عمویش نیز (میرزا عبداالله سبزواری) در سال ۱۱۴۱ ش (۱۱۷۵ ه‍.ق) در زمان حیات پدربزرگش فوت کرد. از این جهت «میرزا مرتضی» بعد از فوت پدر بزرگش (میرزا محمد رحیم) در سال ۱۱۴۷ ش (۱۱۸۱ ه‍.ق) در زمان کریم‌خان زند شیخ الاسلام اصفهان شد.
- میرزا محمد رحیم دوم (فوت ۱۲۱۲ ش، ۱۲۴۹ ه‍.ق)؛ از علمای اصفهان بوده‌است. از شاگردانش او به «محمد باقر شریف اصفهانی ابن محمد تقی شریف رضوی قمی» مؤلف «نورالعیون» می‌توان اشاره کرد. «میرزا محمد رحیم» در سال ۱۱۹۰ ش (۱۲۲۶ ق) بعد از فوت پدرش (میرزا مرتضی) در زمان فتحعلی شاه به منصب شیخ الاسلام رسید.
- میرزا عبدالله شیخ الاسلام (فوت بعد از ۱۲۵۰ ش، ۱۲۸۸ ه‍.ق)؛ از علمای بزرگوار و متنفذ اصفهان بود و در شورش مردم اصفهان علیه خسروخان گرجی، حاکم ظالم و جبار اصفهان، جهت شکایت از حاکم و طرفداری از مردم به طهران نزد محمد شاه رفت و مورد احترام و تکریم واقع شد. از طرف پادشاه فرمانی به خسرو گرجی صادر شد و در آن او را به اجرای دستورات شیخ الاسلام امر کرد. «میرزا عبدالله» در سال ۱۲۱۲ ش (۱۲۴۹ ه‍.ق) بعد از فوت پدرش (میرزا محمد رحیم دوم) به منصب شیخ الاسلام رسید.
- میرزا محمد رحیم سوم (فوت ۱۲۶۷ ش، ۱۳۰۶ ه‍.ق)؛ از علمای معروف و صاحب نفوذ اصفهان بود و در این شهر از خدمت علما و مجتهدان برجسته کسب علم کرد. از اساتید او به «حاج محمدجعفر آباده‌ای»، «ملا حسینعلی تویسرکانی»، «آقا سید محمد شهشهانی» و «شیخ محمدباقر مسجد شاهی» می‌توان اشاره کرد. «میرزا محمد رحیم سوم» پس از فوت پدرش (میرزا عبدالله دوم)، بعد از سال ۱۲۵۰ ش (۱۲۸۸ ه‍.ق)، در زمان ناصرالدین‌شاه قاجار و دوران حاکمیت مسعود میرزا ظل‌السلطان به منصب شیخ الاسلام رسید.
- حاج میرزا محمد حسن (فوت ۱۲۷۰ ش، ۱۳۰۹ ه‍.ق)؛ از محضر جمعی از بزرگان و علمای اصفهان همچون «حاج شیخ محمد تقی مسجد شاهی» و دیگران استفاده نمود تا به مقام‌های عالیه علم و فضل و کمال رسید. او پس از فوت پدرش (فرزند میرزا رحیم سوم) در سال ۱۲۶۷ ش (۱۳۰۵ ه‍.ق)، در زمان ناصرالدین شاه و دوران حاکمیت ظل السلطان در اصفهان شیخ الاسلام شد و روزها در مجلس ظل السطان، حاکم مقتدر و سفاک اصفهان حاضر شده و به امور مربوط به شیخ الاسلام رسیدگی می‌نمود.
- حاج میرزا علی اکبر شیخ الاسلام (۱۲۴۶–۱۳۱۱ ش، ۱۲۸۴–۱۳۵۰ ه‍.ق)؛ از فعالان سیاسی و اجتماعی در دوران جنبش مشروطه دراصفهان بود و مناصب مختلفی شامل «رئیس بلدیه (شهرداری) اصفهان» و «نماینده اصفهان در دوره چهارم مجلس شورای ملی» را بر عهده داشت. «میرزا علی اکبر» بعد از فوت برادرش (میرزا محمدحسن) در سال ۱۲۷۰ ه‍.ش (۱۳۰۹ ه‍.ق) به منصب شیخ الاسلامی اصفهان رسید.

## نوادگان وی
- میرزا عبدالرحیم (محمد رحیم)؛ شیخ الاسلام اصفهان.[۱۰۹]
- محمّدرضا بن محمدمهدی سبزواری؛ معروف به «آقا محمد السطانی»، از اعیان تفسیری اوایل قرن دوازدهم هجری.[۱۲۸]
- محمد باقر شریف طباطبایی؛ معروف به «حاج میرزا باقر قهی»[۱۲۳] از علما و مشایخ مکتب شیخیه.
- زین‌العابدین شهشهانی (۱۲۰۹–۱۲۷۹ ش، ۱۲۴۵–۱۳۱۸ ه‍.ق)؛ عالمی فاضل و متبحر در علوم قرآنی و از اساتید فن قرائت و تجوید.[۱۲۹]
- میرزا یحیی مدرس اصفهانی (۱۲۱۷–۱۳۱۰ ه‍.ش، ۱۲۵۴–۱۳۴۹ ه‍.ق)؛ عالم، ادیب، عارف و استاد ادبیات آئینی و صاحب دیوان اشعار با حدود شش هزار بیت شامل مدیحه سرایی، ادبیات و اشعار آیینی در اواخر دوران قاجار.[۱۳۰]
- آقا حسن سبزواری؛ دانشمندی طبیب و حکیم در اوایل قرن سیزدهم هجری و از جمله شاگردان برجسته حکیم ملا هادی سبزواری.[۱۳۱]
- علی شیخ‌الاسلام[۱۳۲]؛ مؤسس و نخستین رئیس دانشگاه ملی ایران.[۱۳۳]
- حسین شیخ‌الاسلام؛ نمایندهٔ حوزهٔ انتخابیهٔ تهران، ری، شمیرانات و اسلامشهر در دورهٔ هفتم مجلس شورای اسلامی و همچنین سفیر سابق ایران در سوریه.[۱۳۴]
- زهرا کارینشاک (دختر مهدی شیخ الاسلام)؛ وکیل و سیاستمدار، سناتور دموکرات ایالت جورجیای آمریکا.[۱۳۵][۱۳۶]

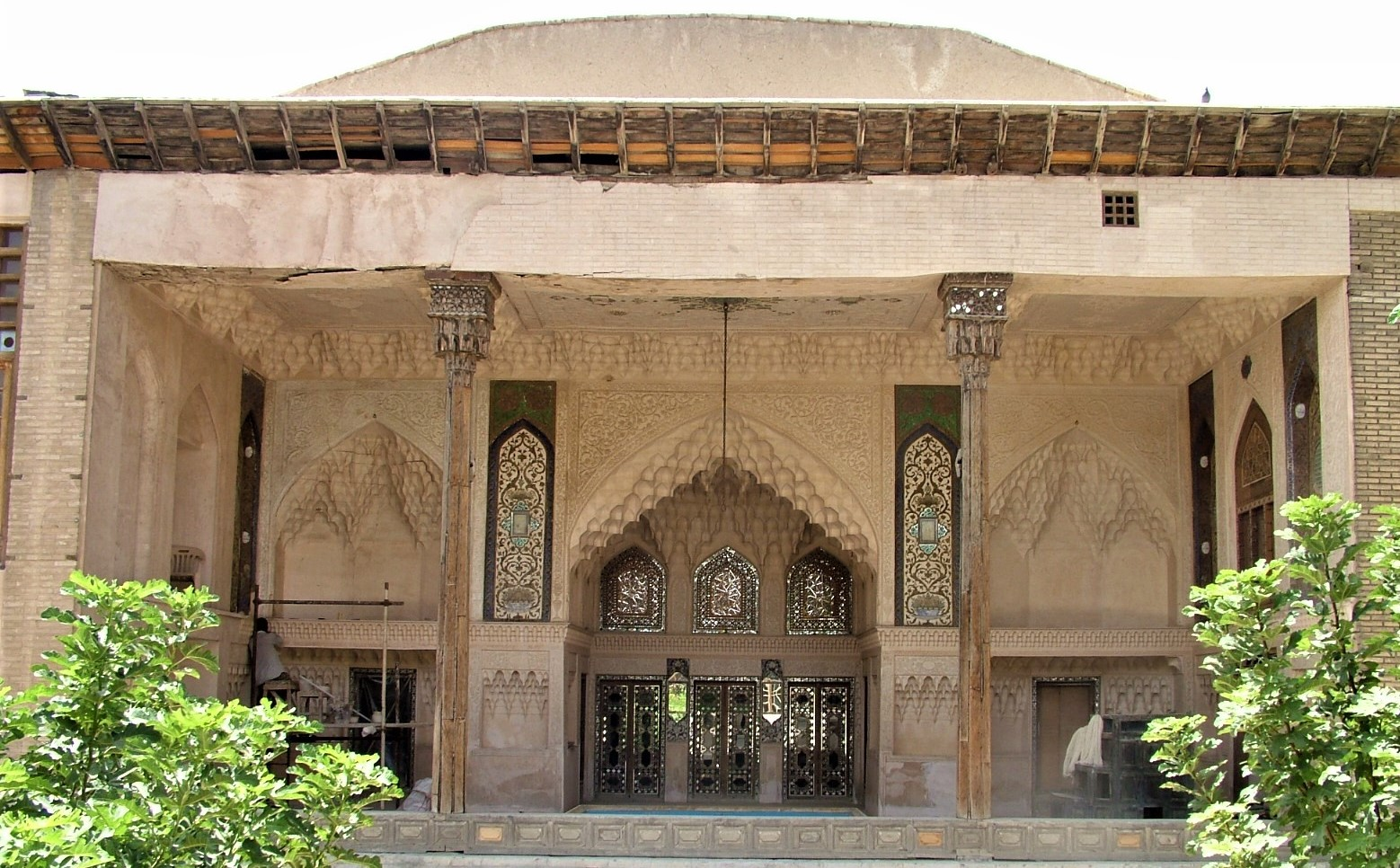
محل سکونت محمدباقر سبزواری (خانه شیخ الاسلام در اصفهان)

## خانه شیخ‌الاسلام
محل سکونت «محمد باقر خراسانی (سبزواری)» به «دیوانخانه» یا «خانه شیخ الاسلام»
مشهور است. در زمان شاه سلیمان صفوی (و احتمالاً شاه عباس دوم)، علامه محسن فیض کاشانی، از «ملا محمد باقر سبزواری» خواست که در اصفهان سکونت کند و منصب شیخ‌الاسلامی این شهر را به عهده بگیرد. در محله «سینه پایینی» در نزدیکی «باغ همایون (باب همایون)»، باغی سلطنتی بود که شاه آن را به محقق سبزواری واگذار کرد و خود دستور ساختن عمارتی عالی به سبک چهل ستون را داد. این ساختمان با متعلقاتش محل سکنای محقق سبزواری و همسرش «سرو قد خانم» (یکی از دختران اشراف دربار صفوی) قرار گرفت و دیوانخانه یعنی عمارت اصلی، مرکز قضا و حکومت شرعی مملکت و بخصوص پای تخت گردید. شش نسل از نوادگان محقق سبزواری، منصب شیخ‌الاسلام اصفهان را به عهده داشتند و آخرین آن‌ها «حاج میرزا علی اکبر شیخ الاسلام» بود که در این خانه زندگی می‌کرده‌اند.

## موقوفات

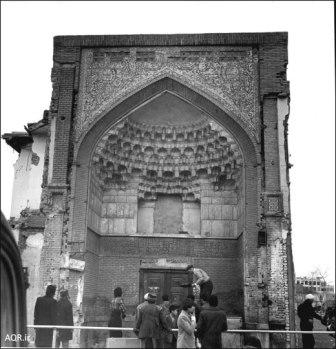
مدرسه باقریه (یا سمیعیه) در مشهد، محل تدریس محمد باقر سبزواری، ۱۰۵۱ ه‍.ش (۱۰۸۳ ه‍.ق)

محمّد باقر سبزواری پس از بازسازی مدرسه باقریه (یا سمیعیه) مشهد در سال ۱۰۵۱ ه‍.ش (۱۰۸۳ ق) موقوفاتی برای ادامه کار مدرسه تعیین کرد که شامل «دو قطعه زمین با دو میهمانخانه» که اعیان آن دو با قرارداد اجاره به افرادی واگذار شده بود تا پس از ۱۵ سال بلاعوض در اختیار مدرسه قرار گیرد. «دو باب منزل» که بعدها به صورت مسافرخانه به اجاره واگذار شده بود و «۲۷ باب دکان» در اطراف مدرسه. درآمد موقوفات بر اساس وقفنامه پس از کسر مخارج تعمیرات بدین ترتیب مصرف می‌شده‌است: ۰٫۱ به عنوان حق التولیه و ۰٫۳ برای خیرات (مرثیه‌خوانی و اطعام فقرای اثنی عشری به اختیار متولی) و ۰٫۶ برای روشنائی و نظافت و حقوق طلاب و خادم.
جیمز بیلی فریزر ـ سیاح انگلیسی ـ که در حدود سال ۱۲۰۴ ش (۱۲۴۰ ه‍.ق) به ایران آمده‌است از این مدرسه با هشتاد تا نود طلبه به عنوان مدرسه‌ای سازمان یافته یاد می‌کند.
نوروز علی فاضل بسطامی ـ مؤلف فردوس‌التواریخ در سال ۱۲۶۳ ش (۱۳۰۱ ه‍.ق) ـ این مدرسه را از نظر مدرّسان، کارگزاران و طلاّبی که شب و روز به تعلیم و تعلّم اشتغال داشتند بی‌نظیر می‌داند.
پس از واقعه کشف حجاب در ایران (۱۳۱۴ ش) و پدید آمدن تنگناهائی برای روحانیون، «اداره اوقاف» مدرسه را در اختیار «اداره فرهنگ» قرار داد تا دانش آموازان عادی در آن به تحصیل بپردازند. اما پس از بر کناری رضا شاه (۲۵ شهریور ۱۳۲۰) به همت «آیت الله میرزا احمد کفائی» مدرسه بار دیگر به طلاب علوم دینی واگذار شد. در آن زمان تولیت مدرسه با «حاج میرزا عبدالله شیخ الاسلام» از اولاد محقق سبزواری بود که در اصفهان سکونت داشت و فردی به نام «مظفری» ـ کارمند بازنشسته اداره فرهنگ ـ نماینده وی در تصدی امور مدرسه بود. «اداره اوقاف» در سال ۱۳۴۶ ش شروع به بازسازی مدرسه کرد و در سال ۱۳۵۰ ش با حفظ معماری نخستین آن، شامل ۳۴ حجره، یک سرسرا برای تدریس، یک کتابخانه شامل مخزن و قرائتخانه، چهار اتاق برای امور دفتری و نگهبانی و آبدارخانه، آن را بازگشائی کرد. کتابخانه مدرسه در آن زمان چهارصد نسخه خطی و ۵۸۰ جلد کتاب چاپی داشت. در سال ۱۳۵۴ش، به دلیل طرح توسعه اطراف حرم امام رضا، این مدرسه به کلی تخریب شد و تمام موقوفات آن جزیی از فضای سبز اطراف حرم مطهر شد.

## وفات

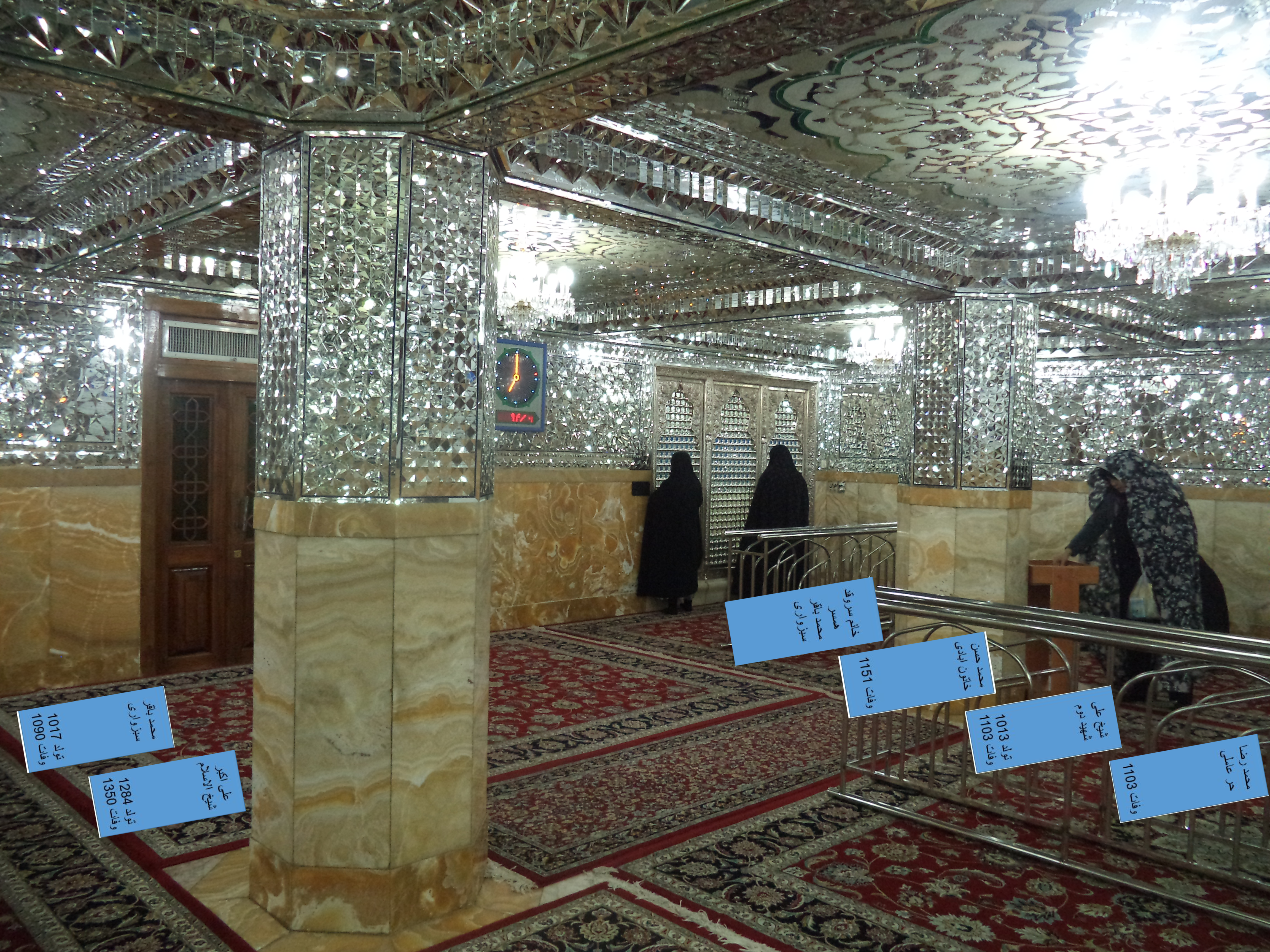
مشهد، حرم رضوی، آرامگاه شیخ حر عاملی، سرداب مدرسه میرزا جعفر، جانمائی سنگ قبور (شامل سنگ قبر محمد باقر سبزواری).

علامه محمدباقر محقق سبزواری در سن ۷۱ سالگی در روز ۳۰ فروردین ۱۰۵۸ ش (هشتم ربیع الاول ۱۰۹۰ ه‍.ق) در اصفهان وفات کرد. پیکر ایشان از اصفهان به مشهد مقدس انتقال داده شد و در آن جا تشییع و در سرداب مدرسه میرزا جعفر به خاک سپرده شد. در سرداب مدرسه میرزا جعفر (آرامگاه شیخ حر عاملی) علاوه بر «علامه محقق سبزواری»، همسرش «سرو قد خانم» و نوادگانش «حاج میرزا محمد حسن شیخ الاسلام» و «حاج میرزا علی اکبر شیخ الاسلام» و چند تن از علمای دیگر مدفون هستند که پس از اجرای طرح توسعه حرم رضوی، سنگ قبور آن‌ها منتقل شده و دیگر در این مکان وجود ندارد.

## شجره‌نامه
قدیمی‌ترین شجره‌نامه موجود محمد باقر سبزواری در زمان حیات میرزا محمد رحیم سوم شیخ الاسلام در حدود سال ۱۲۶۰ ه‍.ش نوشته شده‌است. سپس در زمان حیات میرزا علی اکبر شیخ الاسلام در حدود سال ۱۳۰۴ ه‍.ش تکمیل شده‌است. در سال ۱۳۷۵ ه‍. ش، این شجره نامه مجدداً شروع به تکمیل شده و در سال ۱۴۰۰ ه‍. ش، شجره نامه شامل ۱۵ نسل، بیش از ۷۵۰ خانواده، ۲۰۰۰ اسم و ۹۰۰ تصویر می‌باشد

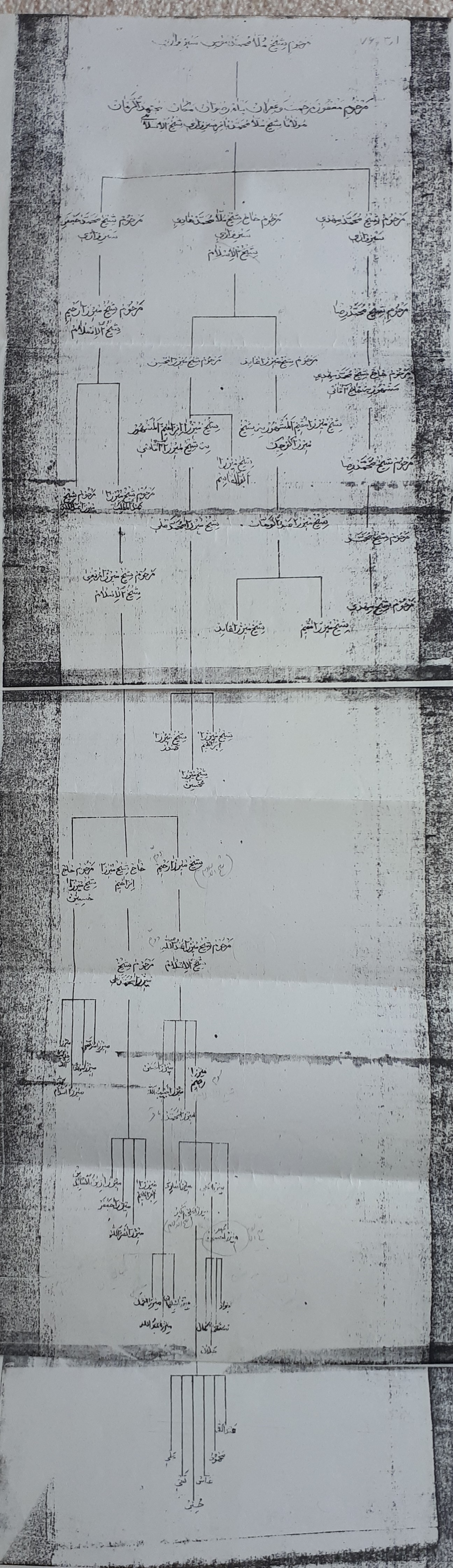
شجره نامه محمد باقر سبزواری که در حدود سال ۱۲۶۰ ه‍.ش نوشته شده سپس در حدود سال ۱۳۰۴ ه‍.ش تکمیل شده‌است
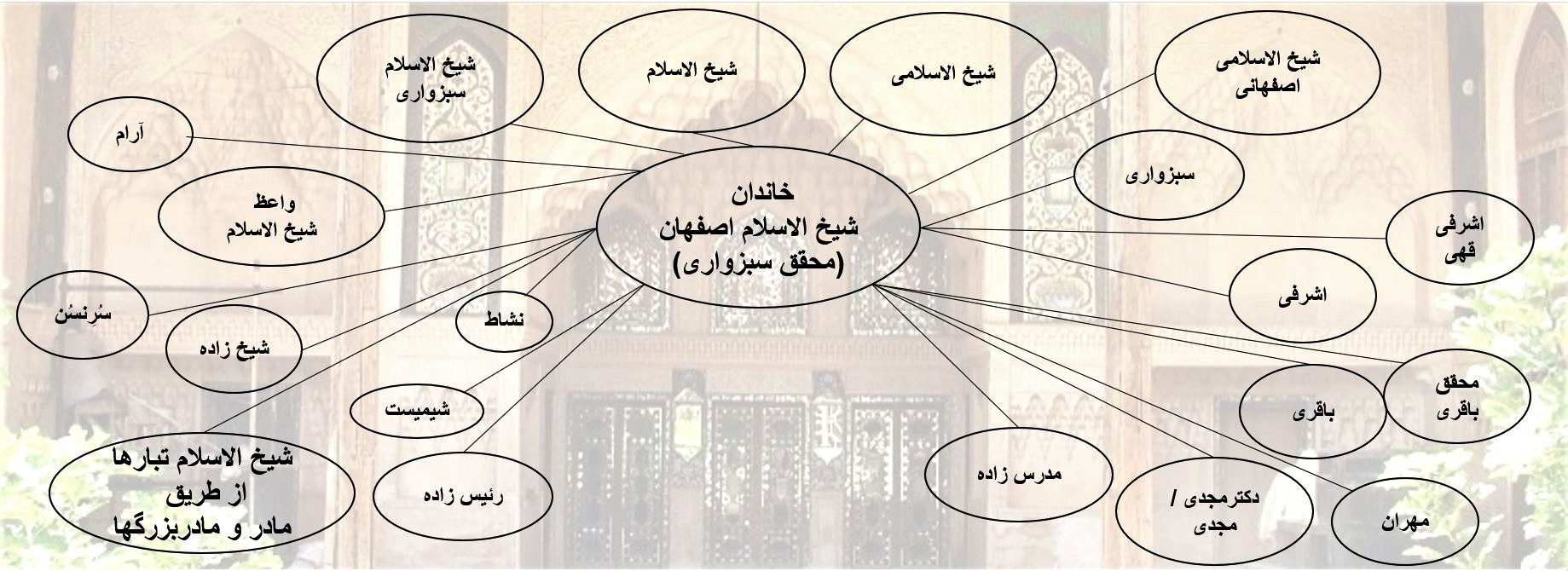
نامهای خانوادگی خاندان شیخ الاسلام اصفهان
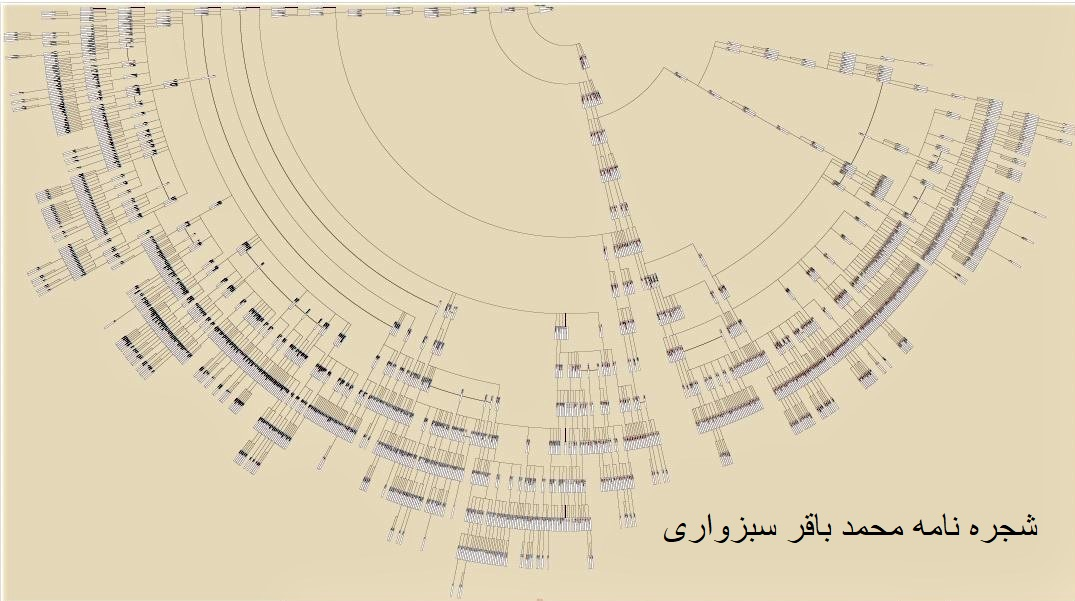
شجره نامه محمد باقر سبزواری در سال ۱۴۰۰ ه‍. ش، که شامل ۱۵ نسل، بیش از ۷۵۰ خانواده، ۲۰۰۰ اسم و ۹۰۰ تصویر می‌باشد

پس از اجرای قانون ثبت احوال مصوب سال ۱۳۰۴ ه‍.ش در مجلس شورای ملی که بر اساس ان، دریافت شناسنامه برای کلیه شهروندان ایرانی الزامی شد: اکثریت نوادگان محمد باقر سبزواری، نام خانوادگی خود را از ترکیب یا شکلهای مختلف: شیخ الاسلام، اصفهان، سبزوار، محقق، باقر و اشرف (فرزند محقق سبزواری) که به نحوی ارتباط با اجدادشان را داشت برگزیدند وعده ای دیگر نیز با توجه به مقام، موقعیت اجتماعی و دلایل دیگر، نامهای خانوادگی متفاوتی را برای خود انتخاب نمودند